# مارک سی لی
مارک سی لی (به انگلیسی: Mark Charles Lee) فضانورد اهل ایالات متحده آمریکا است که در ۱۴ اوت ۱۹۵۲ میلادی در وایروکا، ویسکانسین زاده شد. وی در مأموریت اس‌تی‌اس-۳۰، اس‌تی‌اس-۴۷، اس‌تی‌اس-۶۴، اس‌تی‌اس-۸۲ حضور داشته است.